# Flora Helvetica
Flora Helvetica (abreviado Fl. Helv.) es un libro ilustrado con descripciones botánicas que fue escrito por el pastor, profesor y botánico suizo, Jean François Aimée Gottlieb Philippe Gaudin y publicado en siete volúmenes en los años 1828-1833, con el nombre de Flora Helvetica: sive, Historia stirpium hucusque cognitarum in Helvetia et in tractibus counterminis aut sponte nascentium aut in hominis animaliumque usus vulgo cultarum continuata. Turici.